# Delitto di Avetrana
Il delitto di Avetrana è un caso di omicidio avvenuto il 26 agosto 2010 ad Avetrana, in provincia di Taranto, che ha visto vittima la quindicenne Sarah Scazzi, strangolata dalla cugina Sabrina Misseri e dalla zia Cosima Serrano che hanno poi occultato il cadavere assieme al padre Michele Misseri, simulando un rapimento da parte di terzi. La vicenda ha avuto un grande rilievo mediatico in Italia, culminato nell'annuncio del ritrovamento del cadavere della vittima in diretta sul programma Rai Chi l'ha visto? dove era ospite, in collegamento, la madre di Sarah, Concetta Serrano Spagnolo.
Il 21 febbraio 2017 la Corte suprema di cassazione ha definitivamente riconosciuto colpevoli e condannato all'ergastolo per concorso in omicidio volontario aggravato dalla premeditazione Sabrina Misseri e Cosima Serrano, rispettivamente cugina e zia della vittima, confermando la condanna già inflitta in primo grado e in appello dalla Corte d'assise di Taranto; Michele Misseri, padre di Sabrina e marito di Cosima, è stato condannato alla pena di 8 anni di reclusione per soppressione di cadavere e inquinamento delle prove (il furto del cellulare di Sarah); Carmine Misseri, fratello di Michele, è stato condannato in via definitiva a 4 anni e 11 mesi di reclusione per concorso in occultamento di cadavere. Confermata, infine, dalla Cassazione la condanna a un anno e quattro mesi per favoreggiamento personale per Vito Russo Jr., ex legale di Sabrina, e Giuseppe Nigro.

## La scomparsa
Il 26 agosto 2010 venne denunciata dalla madre la scomparsa della quindicenne Sarah Scazzi (nata a Busto Arsizio il 4 aprile 1995), studentessa in procinto di incominciare il secondo anno dell'istituto alberghiero. La ragazza era uscita di casa intorno alle 14:00 per raggiungere l'abitazione della cugina Sabrina Misseri (nata a Taranto il 10 febbraio 1988), distante poche centinaia di metri, e andare con lei e un'altra amica al mare nella vicina spiaggia di Torre Colimena; da quel momento scomparve nel nulla, non rispondendo neanche al cellulare.
La scomparsa ebbe un immediato risalto mediatico. Dal principio l'attenzione dei media si concentrò sulla vita privata di Sarah, analizzando le sue abitudini, il suo diario segreto e il suo profilo Facebook, alla ricerca di eventuali motivi che avrebbero spinto la ragazza a una possibile fuga da casa.
La giovanissima Sarah fu dipinta dai media come un'adolescente inquieta, che frequentava sul web ragazzi molto più grandi di lei e capace di progettare la sua scomparsa per diventare famosa e poter fuggire da un piccolo paese dove si annoiava e si sentiva oppressa da una madre severa con cui frequentemente litigava; viceversa la madre, gli amici e i parenti, compresa la cugina Sabrina, rinnegarono tale immagine e continuavano a sostenere la tesi del rapimento, anche se le modeste condizioni economiche della famiglia rendevano tale ipotesi poco probabile.
Inizialmente le indagini dei Carabinieri si orientarono verso una fuga della ragazza o su un rapimento a opera di un uomo che avrebbe adescato Sarah su Facebook. Le ricerche della ragazza andarono avanti per tutto settembre, in un crescendo di interesse mediatico che vide la madre e i suoi familiari, in particolare la cugina Sabrina, ospitati dalle principali trasmissioni televisive per lanciare appelli per il ritorno di Sarah a casa. 
Nel frattempo, il 17 settembre 2010, il nonno adottivo materno 89enne, Cosimo Serrano, morì. La badante Maria Pantir, nei giorni successivi alla morte dell'anziano, decise di fare ritorno in Romania affermando di non aver avuto nulla a che fare con la sparizione della ragazza. La donna tornò in Italia il 6 ottobre.
Dopo oltre un mese di ricerche, il 29 settembre venne ritrovato il cellulare di Sarah, semibruciato, in un campo poco distante dalla sua abitazione. A ritrovarlo fu lo zio Michele Antonio Misseri (nato a Manduria il 22 marzo 1954), il quale, mostrando dolore e preoccupazione, affermò a beneficio delle telecamere di essere in grado di trovare anche la nipote. Tali condotte contribuirono ad alimentare i sospetti e le voci intorno a lui. L’uomo e la moglie Cosima Serrano, sorella maggiore della madre di Sarah, erano agricoltore ed avevano fatto rientro in Italia nel 2001 dopo oltre due decenni di lavoro in Germania; la coppia aveva praticamente cresciuto in casa loro la ragazza scomparsa, della quale parlavano come di una terza figlia.
Dopo un'altra settimana di ricerche, il 6 ottobre, alla fine di un interrogatorio durato circa nove ore, Michele Misseri confessò l'omicidio della nipote asserendo di averla uccisa dopo un tentativo di stupro, indicando agli inquirenti il luogo dove aveva nascosto il cadavere, un pozzo di raccolta delle acque sito in Contrada Mosca, nelle campagne di Avetrana.
Il cadavere della ragazza, in avanzatissimo stato di decomposizione, venne effettivamente trovato in tale luogo. Il ritrovamento fu comunicato alla famiglia e al pubblico in diretta televisiva dalla trasmissione Chi l'ha visto? Il corpo di Sarah venne poi sepolto il 9 ottobre presso il cimitero comunale di Avetrana, accanto alla nonna materna.

## Le indagini
Nei giorni successivi Michele Misseri ritrattò la confessione iniziale e disse di aver fatto sogni erotici sulla nipote Sarah diverse volte, finché il 15 ottobre confermò i sospetti degli inquirenti sul coinvolgimento della figlia Sabrina, affermando che Sarah era morta durante un gioco trasformatosi in litigio.
Il giorno seguente, dopo un interrogatorio di sei ore, Sabrina fu arrestata con l'accusa di concorso in omicidio. Il 21 ottobre il GIP di Taranto decise la convalida del fermo, basandosi anche sulla testimonianza dell'amica Mariangela Spagnoletti, la quale riferì che, vedendo la cugina in ritardo all'appuntamento, Sabrina Misseri "appariva agitata" e andava ripetendo che la cugina era stata certamente rapita e che occorreva avvertire immediatamente i Carabinieri.
Le indagini si mossero ipotizzando che il movente di Sabrina fosse la gelosia per le attenzioni che la cugina Sarah riceveva da Ivano Russo, un cuoco ventiseienne di Avetrana del quale Sabrina – secondo la tesi della Procura – sarebbe stata innamorata.
Quest'ultima e Sarah avevano conosciuto Ivano alcuni mesi prima, ossia nel dicembre 2009, e il giovane cuoco aveva subito stretto una forte amicizia con le due ragazze. Sabrina avrebbe ben presto iniziato a mostrare interesse per lui e i due, i primi giorni di agosto (verosimilmente il 3 agosto 2010), avrebbero avuto – come dichiarato dallo stesso Ivano – un rapporto sessuale, che però lui non volle portare a compimento per evitare che quell'amicizia diventasse qualcosa di più.
Sarah in seguito avrebbe raccontato ad altri questo episodio riferitole dalla cugina, dando adito a pettegolezzi e maldicenze che arrivarono alle orecchie dello stesso Ivano che così decise, pochi giorni prima della morte di Sarah, di troncare definitivamente con Sabrina, cosa che acuì in quest'ultima l'astio verso la cugina, e costituì per l'accusa il vero movente dell'omicidio, maturato probabilmente a seguito di un acceso diverbio tra le ragazze avvenuto la sera del 25 agosto, alla vigilia della scomparsa di Sarah, in un pub del paese davanti ad alcuni testimoni.
Nel corso del dibattimento, tuttavia, detti testimoni confermarono unicamente che vi fu un rimprovero rivolto da Sabrina a Sarah, che la prima attribuì al fatto che la cugina manifestava in pubblico e in maniera troppo espansiva la ricerca di "coccole" da parte di Ivano (dallo stesso ricondotte al desiderio da parte di Sarah di una figura maschile di riferimento, a causa dell'assenza del padre e del fratello maggiore), e temeva che ciò potesse alimentare pettegolezzi in paese.
Non ci sarebbe quindi solo la gelosia di Sabrina verso Sarah – con la quale Ivano intratteneva rapporti cordiali – ma anche il timore per il diffondersi di una 'cattiva' reputazione di Sabrina nella "congerie di sentimenti", come li descrisse la Cassazione nell'ultimo processo, che armarono i propositi omicidi contro Sarah.
Intanto Michele Misseri, non essendo stata confermata dall'esame autoptico sul corpo di Sarah la violenza sessuale sul cadavere, ritrattò ancora la confessione iniziale dichiarando di non aver abusato del corpo senza vita della nipote.
Il 6 novembre Michele Misseri cambiò ulteriormente versione, attribuendo l'omicidio solo alla figlia e dichiarando di essere stato chiamato da Sabrina dopo la morte di Sarah per aiutarla a occultarne il cadavere. A seguito di queste ulteriori indagini, l'accusa nei confronti di Sabrina divenne solo di omicidio, mentre cadde quella di sequestro di persona.
A seguire, il 26 maggio 2011 venne arrestata anche Cosima Serrano, madre di Sabrina, con l'accusa di concorso in omicidio e sequestro di persona.
Dall'analisi dei tabulati risultava, infatti, che il suo telefono cellulare avesse effettuato una chiamata dal garage, mentre la donna aveva dichiarato che, quel pomeriggio, non si era mai recata nel garage, circostanza sulla quale i Carabinieri del Ros in sede di deposizione all'udienza del 27 marzo 2012, pur precisando di non poter esprimere alcuna certezza, si espressero in termini di "compatibilità". Cinque giorni dopo l'arresto veniva scarcerato Michele Misseri, poiché erano trascorsi i termini della custodia cautelare per il reato di soppressione di cadavere.
Come principale prova contro le due donne venne addotta la testimonianza (a volte dal teste descritta come un "sogno") del fioraio di Avetrana, Giovanni Buccolieri. Buccolieri disse infatti in un primo momento di avere visto, il 26 agosto 2010 in un orario approssimativamente tra le 14:00 e 14:20, le due donne strattonare Sarah e costringerla a salire in macchina, per poi affermare di non essere sicuro che il fatto fosse accaduto davvero e di averlo forse solo sognato o immaginato; nonostante ciò i giudici di primo e secondo grado hanno ritenuto attendibili e compatibili con la ricostruzione dei fatti le sue parole.
Le indagini preliminari si concludevano il 1º luglio 2011 con l'incriminazione di 15 persone per reati che vanno dal concorso in omicidio alla soppressione di cadavere, sequestro di persona, furto, false dichiarazioni al PM, soppressione di documenti, infedele patrocinio, favoreggiamento e intralcio alla giustizia.
Successivamente, Misseri riferiva che le accuse alla figlia gli sarebbero state suggerite nell'incidente probatorio del 19 novembre 2010 dal suo legale Galoppa e dalla criminologa Roberta Bruzzone, che, a loro volta, denunciavano Misseri per il reato di calunnia. Misseri affidava la difesa di questo processo per calunnia al penalista Fabrizio Gallo, al fine di smontare le accuse dell'incidente probatorio. Nel secondo grado di giudizio Misseri sarà seguito dall'avvocato La Tanza e dalla dottoressa Anna Maria Casale che redige, per la prima volta, un profilo di personalità del soggetto.
Particolarmente controverse, infatti, sono state pure le vicende occorse ai rispettivi uffici legali: la difesa legale di Sabrina Misseri dal dicembre 2010 è affidata al noto avvocato penalista romano Franco Coppi, che entrava nel collegio difensivo affiancando i penalisti tarantini Emilia Velletri e Vito Russo, difensori di Sabrina fin dal suo fermo ma successivamente costretti a rinunciare al mandato, ai sensi dell'art. 5 del Codice Deontologico Forense, in quanto indagati nello stesso procedimento della loro assistita. Stessa sorte toccava all'avvocato difensore di Michele Misseri, costretto anch'egli a rimettere il mandato dopo essere stato indagato nel medesimo procedimento dell'assistito.
Nel novembre 2011 l'avvocata Emilia Velletri, a seguito di giudizio abbreviato, veniva assolta dalle accuse per insussistenza del fatto, e l'avvocato Russo, che invece aveva optato per il rito ordinario, veniva prosciolto in udienza preliminare da due capi di imputazione sempre per insussistenza del fatto-reato. Contemporaneamente venivano assolti, a seguito di abbreviato, gli altri due avvocati imputati nello stesso processo, sempre con la formula dell'insussistenza del fatto.

## I processi
Il processo si è aperto davanti alla Corte d'assise di Taranto il giorno 10 gennaio 2012, vedendo come principali imputati Sabrina Misseri con l'accusa di omicidio volontario, la madre Cosima con l'accusa di concorso in omicidio e il padre Michele con l'accusa di soppressione di cadavere. Il comune di Avetrana si è costituito parte civile. A deporre sono state chiamate anche alcune amiche di Sabrina.
Ivano Russo ha confermato di avere avuto una fugace relazione con l'imputata e di avere poi troncato il rapporto. Durante la deposizione, il giovane, ripercorrendo la serata del ritrovamento del corpo di Sarah, ha spiegato che furono lui e Alessio Pisello ad accompagnare Sabrina nella contrada Mosca – dove il padre Michele aveva appena fatto rinvenire il cadavere di Sarah – su indicazione della stessa, dopo che questa aveva parlato al telefono con la madre, che stava seguendo gli sviluppi riferiti in diretta dalla trasmissione Chi l'ha visto? A indicare la strada fu però l'amico Alessio Pisello, poiché Sabrina non conosceva l'ubicazione di detta località.
Il 5 dicembre 2012, in un'udienza alla Corte d'assise di Taranto, rispondendo alle domande del legale di sua figlia Sabrina, Michele Misseri, autore di una nuova ritrattazione, confessa pubblicamente tra le lacrime di essere colpevole per l'omicidio della nipote. Dopo queste dichiarazioni, il suo difensore rimette il mandato, facendo sospendere il processo in attesa di un nuovo avvocato per Misseri.
Il 20 aprile 2013 la Corte d'assise di Taranto condanna all'ergastolo Sabrina Misseri e Cosima Serrano per l'omicidio di Sarah Scazzi. Michele Misseri viene invece condannato a 8 anni per concorso in soppressione di cadavere. Per lo stesso reato vengono inflitti 6 anni ciascuno a Carmine Misseri, difeso dall'avvocato Lorenzo Bullo, e a Cosimo Cosma (deceduto l'8 aprile 2014 a 46 anni), difeso dall'avvocato Raffaele Missere, rispettivamente fratello e nipote di Michele Misseri. Anche l'ex difensore di Sabrina viene condannato, a due anni di reclusione in questo caso, per favoreggiamento personale.
Il 27 luglio 2015 la Corte d'assise d'appello di Taranto ha confermato la condanna all'ergastolo per Sabrina Misseri e Cosima Serrano, sua madre. La Corte ha confermato anche la condanna a otto anni di reclusione per Michele Misseri, marito di Cosima Serrano e padre di Sabrina, per concorso in soppressione di cadavere.
Per quanto riguarda gli altri imputati accusati di reati minori, la pena per alcuni di essi viene riconfermata o ridotta: un anno e quattro mesi a Vito Russo Jr., ex legale di Sabrina Misseri (due anni in primo grado per favoreggiamento personale), cinque anni e 11 mesi a Carmine Misseri, fratello di Michele (che in primo grado era stato condannato a sei anni di reclusione per concorso nella soppressione del cadavere di Sarah).
Il 29 luglio 2016, su sollecitazione del legale Franco Coppi, il ministro della giustizia Andrea Orlando promuove un'ispezione ministeriale al tribunale di Taranto, poiché oltre un anno dopo la condanna non sono state depositate le motivazioni a causa di un ritardo dovuto a un problema tecnico, danneggiando così il diritto alla difesa di Sabrina e Cosima Misseri (impedendo lo svolgersi del processo di cassazione). Il giudice relatore Susanna De Felice ha pubblicato le motivazioni solo nell'agosto 2016, esattamente sei anni e tre giorni dopo il delitto. Il CSM ha aperto un fascicolo per irrogare una sanzione disciplinare al magistrato estensore.
Nel maggio 2016 i legali di Sabrina chiesero per lei gli arresti domiciliari in una comunità terapeutica, visti i problemi di salute psicofisica che la affliggerebbero e la sua "non pericolosità" secondo gli avvocati, ma il giudice di sorveglianza ha respinto la richiesta. I termini massimi di custodia cautelare, affermano i legali, per il reato in oggetto (6 anni), già prorogati per la sospensione dell'esecuzione disposta solo formalmente, scadono il 15 ottobre 2016, e gli avvocati lamentano che, se non interverrà una sentenza definitiva entro quella data (o la proroga dei termini di deposito), la Misseri otterrà la libertà provvisoria fino alla nuova sentenza di condanna o annullamento, prevista per il 2017 in cassazione. Il giudice ha però respinto la richiesta, prorogando la custodia cautelare, attraverso lo strumento della sospensione pena.
Il 21 febbraio 2017 la Corte suprema di cassazione ha confermato le condanne all'ergastolo per Sabrina Misseri e Cosima Serrano, 8 anni per Michele Misseri per soppressione di cadavere e inquinamento delle prove, 4 anni e 11 mesi per Carmine Misseri e un anno e quattro mesi a Vito Russo Jr. e Giuseppe Nigro per favoreggiamento personale. Nelle motivazioni della prima sezione penale della Corte di cassazione si sottolineano le «modalità commissive del delitto» e la «fredda pianificazione d'una strategia finalizzata, attraverso comportamenti spregiudicati, obliqui e fuorvianti, al conseguimento dell'impunità», Sabrina Misseri avrebbe «strumentalizzato i media» e deviato le investigazioni come «astuto e freddo motore propulsivo» verso «piste fasulle».
Il processo-bis sul delitto, che si concentrava sulle false testimonianze e i depistaggi svolti dagli imputati, si è concluso in primo grado il 22 gennaio 2020 con la condanna di 11 persone tra cui Michele Misseri (4 anni di carcere per auto-calunnia) e Ivano Russo (5 anni per falsa testimonianza). Le condanne relative a questo processo sono però state cancellate definitivamente il 17 giugno 2021 perché il reato è andato in prescrizione a causa del prolungarsi dei tempi.
Il 24 marzo 2022, a quasi 12 anni dal suo arresto, la Cassazione nega un permesso premio per Sabrina Misseri, dopo che aveva fatto ricorso per cassazione contro l'ordinanza con la quale, il 12 aprile 2021, il Tribunale di sorveglianza di Taranto aveva condiviso la decisione del magistrato competente di non concederle il permesso.
Nel 2018 la Corte europea dei diritti dell'uomo ha dichiarato ammissibile il ricorso presentato dalle due donne condannate. Tuttavia, la decisione nel merito è stata dichiarata inammissibile il 29 novembre 2024, stabilendo che il ricorso non presentava gli elementi necessari per essere accolto.

## La ricostruzione dell'omicidio
La Cassazione, nelle motivazioni della sentenza, sostiene che «Il delitto doveva ascriversi a due persone da identificare nelle imputate (...) [ed] era stato consumato mediante strangolamento [mediante] una cintura». Sul corpo della vittima non sono stati rinvenuti «segni di lotta o legati al tentativo di allentamento della cintura stretta al collo, come reazione istintiva al soffocamento che si stava compiendo», segno, scrivono i giudici della corte, che lo strangolamento «non poteva essere quindi opera di un unico soggetto, ma doveva essere avvenuto per effetto del concorso sinergico di due persone, l'una che aveva posto in essere la specifica azione di soffocamento da dietro alla vittima, e l'altra che le aveva inibito ogni tentativo di difendersi». Le uniche due persone presenti in casa, rileva la Cassazione, erano proprio Sabrina Misseri e Cosima Serrano.
A fronte di questi comportamenti, scrivono ancora i supremi giudici nelle motivazioni della sentenza, Sabrina non ha diritto alla concessione delle attenuanti generiche richieste dai suoi difensori, data la «fredda pianificazione d'una strategia finalizzata, attraverso comportamenti spregiudicati, obliqui e fuorvianti, al conseguimento dell'impunità» e «strumentalizzando i media» al fine di deviare le investigazioni come «astuto e freddo motore propulsivo», dirigendole verso «piste fasulle».
Lo sconto di pena è stato negato dalla Cassazione anche per Cosima Serrano, dato che, essendo un'adulta matura, invece di intervenire a placare «l'aspro contrasto sorto» tra Sabrina, che aveva 22 anni quando uccise la cugina quindicenne Sarah, «si era resa direttamente protagonista del sequestro della giovane nipote, partecipando poi materialmente alla fase commissiva del delitto». Il corpo poi sarebbe stato portato in garage e fatto successivamente sparire da Michele con l'aiuto del fratello e del nipote.
Il movente è attribuibile al risentimento di Sabrina verso la cugina che
«aveva generato "il corto circuito emotivo" e indotto l'omicidio, sorretto certamente da dolo d'impeto, sull'onda della necessità, particolarmente sentita da Cosima Serrano, di salvaguardare l'immagine della figlia e della famiglia e punire la nipote per il danno recato a Sabrina con la diffusione di un episodio privato ed intimo particolarmente imbarazzante».

## Sviluppi successivi
Sabrina Misseri condivide la cella con sua madre Cosima. 
L'11 febbraio 2024 Michele Misseri lascia il carcere di Lecce con oltre un anno di anticipo, usufruendo di alcuni sconti di pena tornando così a vivere nella sua villetta di via Deledda ad Avetrana. Successivamente rilascia alcune interviste televisive in cui continua a ritenersi come unico colpevole dell'omicidio di Sarah.

## Influenze nella cultura di massa

### Programmi televisivi
- Il comico barese Checco Zalone ha fatto un'imitazione di Misseri all'interno del suo programma Resto umile World Show andato in onda su Canale 5 dal 2 al 9 dicembre 2011. L'imitazione ha generato numerose polemiche, portando Zalone a scusarsi ufficialmente e ad abbandonare il personaggio.[61]
- Il 16 gennaio 2018 è stata dedicata una puntata del programma Il terzo indizio, andata in onda su Rete 4 e condotta da Barbara De Rossi.[62]
- Nel marzo 2018 sono state dedicate due puntate del programma Storie maledette, condotto da Franca Leosini.[63][64]
- Alla vicenda viene dedicata la seconda puntata della prima edizione del documentario Tutta la verità, andata in onda su Nove.[65]
- Il 23 novembre 2021 è stata dedicata una puntata tratta dal libro Sarah. La ragazza di Avetrana di Flavia Piccinni e Carmine Gazzanini, andata in onda su Sky Documentaries.[66]
- Nel luglio 2024 è stato diffuso il teaser trailer della miniserie TV di 4 puntate dal titolo Avetrana - Qui non è Hollywood, all'inizio prevista per la pubblicazione su Disney+ il 25 ottobre dello stesso anno,[67][68] e in seguito spostata al 30 ottobre col titolo Qui non è Hollywood[69] a seguito della sospensione emanata su richiesta di Antonio Iazzi, sindaco di Avetrana.[70] Il 27 marzo 2025, Disney+ ha ripristinato il titolo Avetrana - Qui non è Hollywood dopo esser stata assolta nella causa per diffamazione.[71][72]

### Musica
- Nel brano dei produttori Don Joe e Shablo Le leggende non muoiono mai, il rapper Fabri Fibra cita "Scazzi". Il nome è tuttavia censurato.
- Nel 2011 il cantautore Giuseppe Cionfoli ha dedicato a Scazzi la canzone Dedicato a Sarah Scazzi, arrangiata insieme al polistrumentista e cantautore barese Ago Tambone.
- Misseri viene citato nel singolo Killer Star di Immanuel Casto.[73]
- Il delitto viene citato nel ritornello delle canzoni Anthem PT.1 e Anthem PT.2 di Fedez.
- Nel 2020 il gruppo rock demenziale Trombe di Falloppio ha citato "Misseri" nel brano Folletto.
- Nel 2021 il gruppo metal parodistico Nanowar of Steel ha citato "Zio Michele" nel brano Biancodolce.
- Michele Misseri viene citato dal rapper Kid Yugi nel brano Sacrificio.
- Nel 2024 il rapper Marracash scrive il suo brano La banalità del male come colonna sonora della miniserie TV pubblicata su Disney+.

### Podcast
- Demoni urbani: Avremo sempre Avetrana (2021), podcast degli Ascoltabili a cura di Gianluca Chinnici, Giuseppe Paternò Raddusa condotta da Francesco Migliaccio.
- Indagini: Avetrana, 26 agosto 2010 (2022), podcast di due puntate a cura di Stefano Nazzi.[74]